# ميسلون (الحفة)
تعتبر قرية شيرالقاق ميسلون من اعرق واقدم القرى الموجودة في جبل صهيون وسميت هكذا نسبة لحاكم الصليبيين آنذاك الملك صاوون ولعراقتها تاريخ. وقد عرف عنها احتضانها لمدن أو قرى فينيقية ويونانية قديمة أشهرها «اللتون» وقلعتها الشهيرة قلعة صلاح الدين الايوبي التي حررها ذاك القائد الفذ من براثن الصليبيين في عام 1180م وتهاوت بعدها بقية القلاع في الساحل السوري الواحدة تلو الأخرى حتى انجلى آخر جندي من مرتزقة الصليبيين الذين عاثوا فسادا وخرابا باهل سوريا.
هذا وللتايخ حاضر لا يقل عراقة وعمقا عما سجله التاريخ إذا حمل راية الفتح ثلة من ثوار ال البيطار العظماءالذين خلدوا كواكب اشرقت بنورهم شموس التحرير من رجس الاستعمار الفرنسي إذ كبدوا ابطالها من عائلة البيطار ومجاهدي صهيون الاحتلال الفرنسي خسائر ازهلتهم الأمر الذي جعلهم مستهدفيين وعمل عملاء الفرنسيين على تصفية بعضهم ورحلوابكرامة وارتقوا شهداء ومنهم من غدر به والقي في سجن جزيرة ارواد كالمجاهد شاكر خليل البيطار وعمر البيطار ومحمد خليل البيطار أبو تركي وغيرهم الكثير لكنهم لم يتمكنوا من النيل من مجاهد صهيون العظيم عمر البيطار والذي بدوره انضم إلى كتائب المجاهدين في جبل الزاوية ومن هناك ترأس الثورة في جسر الشغور واذاق المحتلين الويلات ولم يفلحوا في القضاء على ثورته العظيمة متحدا مع المجاهدين الكبيرين إبراهيم هنانو وصالح العلي.لكن الخونة لم يروق لهم خروج اسيادهم صاغرين وتامروا على المجاهدين مما حدا بالمجاهد عمر البيطار إلى الانتقال إلى تركيا حتى وافته المنية هناك.
ولعل من عرف شيرالقاق ميسلون يدرك تماما مدى ارتباط الماضي المجيد للامة مع حاضر هذة القرية الابية التي لا تعرف الهزيمة والاستسلام.